# Campionati mondiali di sollevamento pesi 1984
I Campionati mondiali di sollevamento pesi 1984, 58ª edizione della manifestazione, si svolsero a Los Angeles dal 29 luglio all'8 agosto 1984. Il torneo faceva parte dei Giochi della XXIII Olimpiade e, per la sesta volta, erano validi anche per il titolo mondiale. Per la quarta volta nell'ambito della competizione olimpica, i titoli mondiali furono assegnati, oltre che nel totale dell'esercizio, anche nelle specialità della disciplina.
Il 27 luglio 1984, due giorni prima dell'inizio della competizione, la IWF stabilì che l'assegnazione dei titoli mondiali doveva avvenire soltanto nei campionati organizzati a sé stante; negli anni olimpici si tornava ad assegnare solo il titolo olimpico di sollevamento pesi.

## Avvenimenti
Tranne l'ultima categoria (i supermassimi) le altre erano suddivise in due gruppi; il gruppo B gareggiava nella sessione pomeridiana, mentre il gruppo A gareggiava nella sessione serale.
Nella gara dei pesi massimi primi (fino a 100 kg.) il finlandese Pekka Niemi, inserito nel gruppo B, sollevò 367,5 kg. ed era piazzato ad un potenziale terzo posto, se non che nella sessione serale il nigeriano Oliver Orok conquistò l'oro nello strappo con 172,5 kg. e aveva tre tentativi per sollevare 200 kg e conquistare la medaglia di bronzo. Niemi andò ad assistere alle gare di atletica leggera al Los Angeles Memorial Coliseum ma Orok, nel frattempo, fallì i suoi tre tentativi e perciò era Niemi ad aver vinto la medaglia di bronzo, ma essendo assente l'atleta, la cerimonia di premiazione si svolse soltanto con i primi due classificati. Niemi ricevette la medaglia di bronzo il giorno seguente, prima della disputa della gara dei pesi massimi dove Norberto Oberburger vinse il primo titolo mondiale di un sollevatore italiano. Anche nei pesi supermassimi Dean Lukin si aggiudicò il primo titolo mondiale di un sollevatore australiano.

## Squalifiche
Le competizioni furono caratterizzate da cinque squalifiche:
- Mahmoud Tarha nei pesi mosca, che giunse quarto;
- Ahmed Tarbi nei pesi gallo, che giunse nono;
- Göran Petterson nei pesi massimi, che giunse sesto;
- Stefan Laggner nei pesi supermassimi, che giunse quarto;
- Serafim Grammatikopoulos nei pesi supermassimi, che non terminò la gara, risultarono positivi al nandrolone.[5]

## Titoli in palio
| Categoria            | Eventi         | Atleti | Gruppi |
| -------------------- | -------------- | ------ | ------ |
| Pesi mosca           | Fino a 52 kg   | 20     | 2      |
| Pesi gallo           | Fino a 56 kg   | 20     | 2      |
| Pesi piuma           | Fino a 60 kg   | 21     | 2      |
| Pesi leggeri         | Fino a 67.5 kg | 19     | 2      |
| Pesi medi            | Fino a 75 kg   | 22     | 2      |
| Pesi massimi leggeri | Fino a 82.5 kg | 19     | 2      |
| Pesi mediomassimi    | Fino a 90 kg   | 26     | 2      |
| Pesi massimi primi   | Fino a 100 kg  | 16     | 2      |
| Pesi massimi         | Fino a 110 kg  | 15     | 2      |
| Pesi supermassimi    | Oltre i 110 kg | 9      | 1      |

## Calendario eventi
Le dieci gare erano distribuite in undici giorni, con una pausa il 3 agosto.
| Giorno→ Categoria ↓ | Do 29 | Lu 30 | Ma 31 | Me 1 | Gi 2 | Ve 3 | Sa 4 | Do 5 | Lu 6 | Ma 7 | Me 8 |
| ------------------- | ----- | ----- | ----- | ---- | ---- | ---- | ---- | ---- | ---- | ---- | ---- |
| 52 kg               | ●     |       |       |      |      |      |      |      |      |      |      |
| 56 kg               |       | ●     |       |      |      |      |      |      |      |      |      |
| 60 kg               |       |       | ●     |      |      |      |      |      |      |      |      |
| 67,5 kg             |       |       |       | ●    |      |      |      |      |      |      |      |
| 75 kg               |       |       |       |      | ●    |      |      |      |      |      |      |
| 82,5 kg             |       |       |       |      |      |      | ●    |      |      |      |      |
| 90 kg               |       |       |       |      |      |      |      | ●    |      |      |      |
| 100 kg              |       |       |       |      |      |      |      |      | ●    |      |      |
| 110 kg              |       |       |       |      |      |      |      |      |      | ●    |      |
| +110 kg             |       |       |       |      |      |      |      |      |      |      | ●    |

## Nazioni partecipanti
Le nazioni che hanno partecipato ai campionati furono 48 per un totale di 187 atleti partecipanti. Tra questi, la suddivisione continentale è la seguente: 71 atleti europei, 35 americani, 24 africani, 47 asiatici e 10 oceaniani. Tra parentesi i partecipanti per nazione.
- Algeria (2)
- Australia (5)
- Austria (6)
- Canada (7)
- Cina (10)
- Colombia (5)
- Corea del Sud (9)
- Danimarca (1)
- Ecuador (1)
- Egitto (10)
- Finlandia (5)
- Francia (2)
- Germania Ovest (6)
- Giamaica (1)
- Giappone (9)
- Grecia (9)
- Guatemala (2)
- India (4)
- Indonesia (3)
- Iraq (2)
- Isole Salomone (1)
- Israele (1)
- Italia (3)
- Kenya (1)
- Libano (1)
- Messico (1)
- Nepal (2)
- Nicaragua (2)
- Nigeria (6)
- Nuova Zelanda (3)
- Panama (3)
- Perù  (2)
- Portogallo (3)
- Porto Rico (1)
- Regno Unito (10)
- Romania (10)
- Samoa (2)
- Siria (2)
- Spagna (4)
- Sri Lanka (1)
- Stati Uniti (10)
- Svezia (6)
- Svizzera (1)
- Swaziland (1)
- Taipei cinese (4)
- Tunisia (2)
- Turchia (4)
- Uganda (1)

## Risultati
| Evento             | Oro                    | Oro              | Argento              | Argento          | Bronzo             | Bronzo           |
| 52 kg (Dettagli)   | 52 kg (Dettagli)       | 52 kg (Dettagli) | 52 kg (Dettagli)     | 52 kg (Dettagli) | 52 kg (Dettagli)   | 52 kg (Dettagli) |
| ------------------ | ---------------------- | ---------------- | -------------------- | ---------------- | ------------------ | ---------------- |
| Strappo            | Zhou Peishun           | 107,5 kg         | Hidemi Miyashita     | 107,5 kg         | Zeng Guoqiang      | 105,0 kg         |
| Slancio            | Zeng Guoqiang          | 130,0 kg         | Kazushito Manabe     | 130,0 kg         | Zhou Peishun       | 127,5 kg         |
| Totale             | Zeng Guoqiang          | 235,0 kg         | Zhou Peishun         | 235,0 kg         | Kazushito Manabe   | 232,5 kg         |
| 56 kg (Dettagli)   |                        |                  |                      |                  |                    |                  |
| Strappo            | Lai Runming            | 125,0 kg         | Wu Shude             | 120,0 kg         | Masahiro Kotaka    | 112,5 kg         |
| Slancio            | Wu Shude               | 147,5 kg         | Takashi Ichiba       | 140,0 kg         | Masahiro Kotaka    | 140,0 kg         |
| Totale             | Wu Shude               | 267,5 kg         | Lai Runming          | 265,0 kg         | Masahiro Kotaka    | 252,5 kg         |
| 60 kg (Dettagli)   |                        |                  |                      |                  |                    |                  |
| Strappo            | Tsai Wen-yee           | 125,0 kg         | Chen Weiqiang        | 125,0 kg         | Gelu Radu          | 125,0 kg         |
| Slancio            | Chen Weiqiang          | 157,5 kg         | Gelu Radu            | 155,0 kg         | Uolevi Kahelin     | 155,0 kg         |
| Totale             | Chen Weiqiang          | 282,5 kg         | Gelu Radu            | 280,0 kg         | Tsai Wen-yee       | 272,5 kg         |
| 67,5 kg (Dettagli) |                        |                  |                      |                  |                    |                  |
| Strappo            | Andrei Socaci          | 142,5 kg         | Yao Jingyuan         | 142,5 kg         | Dean Willey        | 140,0 kg         |
| Slancio            | Yao Jingyuan           | 177,5 kg         | Choji Taira          | 172,5 kg         | Jouni Grönman      | 172,5 kg         |
| Totale             | Yao Jingyuan           | 320,0 kg         | Andrei Socaci        | 312,5 kg         | Jouni Grönman      | 312,5 kg         |
| 75 kg (Dettagli)   |                        |                  |                      |                  |                    |                  |
| Strappo            | Karl-Heinz Radschinsky | 150,0 kg         | Li Shunzhu           | 147,5 kg         | Dragomir Cioroslan | 147,5 kg         |
| Slancio            | Karl-Heinz Radschinsky | 190,0 kg         | Jacques Demers       | 187,5 kg         | David Morgan       | 185,0 kg         |
| Totale             | Karl-Heinz Radschinsky | 340,0 kg         | Jacques Demers       | 335,0 kg         | Dragomir Cioroslan | 332,5 kg         |
| 82,5 kg (Dettagli) |                        |                  |                      |                  |                    |                  |
| Strappo            | Petre Becheru          | 155,0 kg         | Giuseppe Lagrotteria | 150,0 kg         | Ryōji Isaoka       | 150,0 kg         |
| Slancio            | Petre Becheru          | 200,0 kg         | Robert Kabbas        | 192,5 kg         | Ryōji Isaoka       | 190,0 kg         |
| Totale             | Petre Becheru          | 355,0 kg         | Robert Kabbas        | 342,5 kg         | Ryōji Isaoka       | 340,0 kg         |
| 90 kg (Dettagli)   |                        |                  |                      |                  |                    |                  |
| Strappo            | Nicu Vlad              | 172,5 kg         | Petre Dumitru        | 165,0 kg         | David Mercer       | 157,5 kg         |
| Slancio            | Nicu Vlad              | 220,0 kg         | Hwang Woo-won        | 197,5 kg         | Petre Dumitru      | 195,0 kg         |
| Totale             | Nicu Vlad              | 392,5 kg         | Petre Dumitru        | 360,0 kg         | David Mercer       | 352,5 kg         |
| 100 kg (Dettagli)  |                        |                  |                      |                  |                    |                  |
| Strappo            | Oliver Orok            | 172,5 kg         | Rolf Milser          | 167,5 kg         | Vasile Groapă      | 165,0 kg         |
| Slancio            | Vasile Groapă          | 217,5 kg         | Rolf Milser          | 217,5 kg         | Pekka Niemi        | 207,5 kg         |
| Totale             | Rolf Milser            | 385,0 kg         | Vasile Groapă        | 382,5 kg         | Pekka Niemi        | 367,5 kg         |
| 110 kg (Dettagli)  |                        |                  |                      |                  |                    |                  |
| Strappo            | Norberto Oberburger    | 175,0 kg         | Gary Taylor          | 170,0 kg         | Guy Carlton        | 167,5 kg         |
| Slancio            | Norberto Oberburger    | 215,0 kg         | Ștefan Tașnadi       | 212,5 kg         | Guy Carlton        | 210,0 kg         |
| Totale             | Norberto Oberburger    | 390,0 kg         | Ștefan Tașnadi       | 380,0 kg         | Guy Carlton        | 377,5 kg         |
| +110 kg (Dettagli) |                        |                  |                      |                  |                    |                  |
| Strappo            | Mario Martinez         | 185,0 kg         | Manfred Nerlinger    | 177,5 kg         | Dean Lukin         | 172,5 kg         |
| Slancio            | Dean Lukin             | 240,0 kg         | Mario Martinez       | 225,0 kg         | Manfred Nerlinger  | 220,0 kg         |
| Totale             | Dean Lukin             | 412,5 kg         | Mario Martinez       | 410,0 kg         | Manfred Nerlinger  | 397,5 kg         |

## Medagliere

### Grandi (totale)
Riferito al totale dell'esercizio: 11 nazioni sono entrate nel medagliere.
| Posiz. | Nazione        | Oro | Argento | Bronzo | Totale |
| ------ | -------------- | --- | ------- | ------ | ------ |
| 1      | Cina           | 4   | 2       | 0      | 6      |
| 2      | Romania        | 2   | 5       | 1      | 8      |
| 3      | Germania Ovest | 2   | 0       | 1      | 3      |
| 4      | Australia      | 1   | 1       | 0      | 2      |
| 5      | Italia         | 1   | 0       | 0      | 1      |
| 6      | Stati Uniti    | 0   | 1       | 1      | 2      |
| 7      | Canada         | 0   | 1       | 0      | 1      |
| 8      | Giappone       | 0   | 0       | 3      | 3      |
| 9      | Finlandia      | 0   | 0       | 2      | 2      |
| 10     | Taipei cinese  | 0   | 0       | 1      | 1      |
| 10     | Regno Unito    | 0   | 0       | 1      | 1      |
| Totale | Totale         | 10  | 10      | 10     | 30     |

### Grandi (totale) e Piccole (Strappo e slancio)
Riferito al totale dell'esercizio e delle due specialità: 13 nazioni sono entrate nel medagliere. 
| Posiz. | Nazione        | Oro | Argento | Bronzo | Totale |
| ------ | -------------- | --- | ------- | ------ | ------ |
| 1      | Cina           | 10  | 6       | 2      | 18     |
| 2      | Romania        | 8   | 8       | 5      | 21     |
| 3      | Germania Ovest | 4   | 3       | 6      | 9      |
| 4      | Italia         | 3   | 1       | 0      | 4      |
| 5      | Australia      | 2   | 2       | 1      | 5      |
| 6      | Stati Uniti    | 1   | 2       | 3      | 6      |
| 7      | Taipei cinese  | 1   | 0       | 1      | 2      |
| 8      | Nigeria        | 1   | 0       | 0      | 1      |
| 9      | Giappone       | 0   | 4       | 7      | 11     |
| 10     | Canada         | 0   | 2       | 0      | 2      |
| 11     | Regno Unito    | 0   | 1       | 4      | 5      |
| 12     | Corea del Sud  | 0   | 1       | 0      | 1      |
| 13     | Finlandia      | 0   | 0       | 5      | 5      |
| Totale | Totale         | 30  | 30      | 30     | 90     |

## Gare

### Fino a 52 kg.
| Pos. | Atleta                        | Gruppo | Peso atleta | Strappo (kg) | Strappo (kg) | Strappo (kg) | Strappo (kg) | Slancio (kg) | Slancio (kg) | Slancio (kg) | Slancio (kg) | Totale |
| Pos. | Atleta                        | Gruppo | Peso atleta | 1            | 2            | 3            | Pos.         | 1            | 2            | 3            | Pos.         | Totale |
| ---- | ----------------------------- | ------ | ----------- | ------------ | ------------ | ------------ | ------------ | ------------ | ------------ | ------------ | ------------ | ------ |
|      | Zeng Guoqiang (CHN)           | A      | 51.70       | 100.0        | 100.0        | 105.0        |              | 130.0        | 135.0        | 135.0        |              | 235.0  |
|      | Zhou Peishun (CHN)            | A      | 51.80       | 105.0        | 105.0        | 107.5        |              | 127.5        | 132.5        | 132.5        |              | 235.0  |
|      | Kazushito Manabe (JPN)        | A      | 51.80       | 102.5        | 107.5        | 107.5        | 5            | 125.0        | 130.0        | 130.0        |              | 232.5  |
| 4    | Hidemi Miyashita (JPN)        | A      | 51.90       | 107.5        | 107.5        | 107.5        |              | 122.5        | 127.5        | 127.5        | 7            | 230.0  |
| 5    | Maman Suryaman (INA)          | A      | 51.70       | 102.5        | 107.5        | 107.5        | 4            | 125.0        | 130.0        | 130.0        | 4            | 227.5  |
| 6    | Bang Hyo-mun (KOR)            | A      | 51.95       | 92.5         | 100.0        | 100.0        | 6            | 117.5        | 125.0        | 127.5        | 6            | 225.0  |
| 7    | José Díaz (PAN)               | B      | 51.90       | 90.0         | 90.0         | 95.0         | 10           | 120.0        | 125.0        | 125.0        | 5            | 220.0  |
| 8    | Levent Erdoğan (TUR)          | A      | 51.85       | 95.0         | 95.0         | 97.5         | 8            | 120.0        | 125.0        | 125.0        | 8            | 215.0  |
| 9    | Meir Daloya (ISR)             | A      | 51.85       | 90.0         | 95.0         | 97.5         | 9            | 120.0        | 125.0        | 125.0        | 9            | 215.0  |
| 10   | Mahendran Kannan (IND)        | B      | 51.95       | 92.5         | 97.5         | 100.0        | 7            | 110.0        | 115.0        | 120.0        | 14           | 215.0  |
| 11   | Chung Yung-chi (TPE)          | A      | 51.95       | 95.0         | 100.0        | 100.0        | 11           | 112.5        | 117.5        | 120.0        | 12           | 212.5  |
| 12   | Mohamed Hafez El-Sayed (EGY)  | B      | 51.65       | 87.5         | 92.5         | 92.5         | 12           | 117.5        | 117.5        | 122.5        | 10           | 210.0  |
| 13   | Antonio Quintana (COL)        | B      | 51.75       | 90.0         | 95.0         | 95.0         | 14           | 117.5        | 117.5        | 122.5        | 11           | 207.5  |
| 14   | Oscar Penagos (COL)           | B      | 51.90       | 85.0         | 90.0         | 90.0         | 15           | 110.0        | 115.0        | 117.5        | 13           | 205.0  |
| 15   | Chen Shen-yuan (TPE)          | B      | 51.70       | 82.5         | 90.0         | 90.0         | 13           | 105.0        | 110.0        | 110.0        | 15           | 200.0  |
| 16   | Sunil Munic Silva (SRI)       | B      | 51.55       | 75.0         | 75.0         | 80.0         | 18           | 95.0         | 100.0        | 107.5        | 16           | 180.0  |
| —    | Raul Diniz (PUR)              | B      | 51.85       | 82.5         | 87.5         | 87.5         | 17           | 115.0        | 120.0        | 125.0        | —            | —      |
| —    | Julio Sáez (ESP)              | A      | 51.95       | 90.0         | 95.0         | 95.0         | 16           | 115.0        | 115.0        | 115.0        | —            | —      |
| —    | Manikyalu Malla Venkata (IND) | B      | 51.60       | 85.0         | 85.0         | 85.0         | —            | —            | —            | —            | —            | —      |
| DSQ  | Mahmoud Tarha (LBN)           | A      | 51.85       | 97.5         | 102.5        | 102.5        | —            | 127.5        | 132.5        | 132.5        | —            | 230.0  |

### Fino a 56 kg.
| Pos. | Atleta                         | Gruppo | Peso atleta | Strappo (kg) | Strappo (kg) | Strappo (kg) | Strappo (kg) | Slancio (kg) | Slancio (kg) | Slancio (kg) | Slancio (kg) | Totale |
| Pos. | Atleta                         | Gruppo | Peso atleta | 1            | 2            | 3            | Pos.         | 1            | 2            | 3            | Pos.         | Totale |
| ---- | ------------------------------ | ------ | ----------- | ------------ | ------------ | ------------ | ------------ | ------------ | ------------ | ------------ | ------------ | ------ |
|      | Wu Shude (CHN)                 | A      | 55.70       | 120.0        | 125.0        | 125.0        |              | 140.0        | 145.0        | 147.5        |              | 267.5  |
|      | Lai Runming (CHN)              | A      | 55.60       | 115.0        | 120.0        | 125.0        |              | 140.0        | 145.0        | 145.0        | 4            | 265.0  |
|      | Masahiro Kotaka (JPN)          | A      | 55.35       | 112.5        | 117.5        | 117.5        |              | 140.0        | 140.0        | 145.0        |              | 252.5  |
| 4    | Takashi Ichiba (JPN)           | A      | 55.30       | 110.0        | 110.0        | 115.0        | 5            | 140.0        | 145.0        | 145.0        |              | 250.0  |
| 5    | Kim Chil-bong (KOR)            | A      | 55.75       | 100.0        | 105.0        | 107.5        | 11           | 132.5        | 137.5        | 140.0        | 5            | 245.0  |
| 6    | Dionisio Muñoz (ESP)           | A      | 55.35       | 105.0        | 110.0        | 110.0        | 6            | 127.5        | 132.5        | 135.0        | 8            | 242.5  |
| 7    | Arvo Ojalehto (FIN)            | B      | 55.65       | 105.0        | 110.0        | 110.0        | 9            | 137.5        | 137.5        | 137.5        | 6            | 242.5  |
| 8    | Albert Hood (USA)              | A      | 55.90       | 105.0        | 110.0        | 112.5        | 4            | 130.0        | 137.5        | 137.5        | 13           | 242.5  |
| 9    | Ioannis Katsaidonis (GRE)      | B      | 55.25       | 100.0        | 105.0        | 107.5        | 8            | 130.0        | 135.0        | 137.5        | 7            | 240.0  |
| 10   | Deven Govindasami (IND)        | B      | 55.70       | 100.0        | 105.0        | 107.5        | 10           | 130.0        | 135.0        | 135.0        | 11           | 235.0  |
| 11   | Chiu Yuh-chuan (TPE)           | A      | 55.85       | 97.5         | 102.5        | 102.5        | 14           | 132.5        | 137.5        | 137.5        | 9            | 230.0  |
| 12   | Nicolas Mercado (COL)          | B      | 55.85       | 100.0        | 105.0        | 105.0        | 13           | 125.0        | 130.0        | 132.5        | 12           | 230.0  |
| 13   | Mohamed El-Sayed Ramadan (EGY) | B      | 55.90       | 97.5         | 102.5        | 102.5        | 15           | 132.5        | 137.5        | 140.0        | 10           | 230.0  |
| 14   | Jagadish Pradhan (NEP)         | B      | 55.85       | 87.5         | 92.5         | 97.5         | 16           | 110.0        | 117.5        | 117.5        | 16           | 210.0  |
| 15   | Nery Minchez (GUA)             | B      | 55.60       | 85.0         | 90.0         | 90.0         | 17           | 112.5        | 117.5        | 120.0        | 15           | 202.5  |
| —    | Taoufik Maaouia (TUN)          | B      | 55.75       | 90.0         | 95.0         | 95.0         | —            | 125.0        | 130.0        | 130.0        | 14           | —      |
| —    | Gheorghe Maftei (ROU)          | A      | 55.65       | 110.0        | 115.0        | 115.0        | 7            | 145.0        | 145.0        | 145.0        | —            | —      |
| —    | Hadi Wihardja (IND)            | A      | 55.60       | 105.0        | 105.0        | 105.0        | —            | 142.5        | 142.5        | 142.5        | —            | —      |
| —    | Mehmet Altin (TUR)             | B      | 55.75       | 97.5         | 102.5        | 105.0        | 12           | 130.0        | —            | —            | —            | —      |
| DSQ  | Ahmed Tarbi (ALG)              | B      | 55.95       | 102.5        | 107.5        | 110.0        | —            | 132.5        | 137.5        | 137.5        | —            | 242.5  |

### Fino a 60 kg.
| Pos. | Atleta                     | Gruppo | Peso atleta | Strappo (kg) | Strappo (kg) | Strappo (kg) | Strappo (kg) | Slancio (kg) | Slancio (kg) | Slancio (kg) | Slancio (kg) | Totale |
| Pos. | Atleta                     | Gruppo | Peso atleta | 1            | 2            | 3            | Pos.         | 1            | 2            | 3            | Pos.         | Totale |
| ---- | -------------------------- | ------ | ----------- | ------------ | ------------ | ------------ | ------------ | ------------ | ------------ | ------------ | ------------ | ------ |
|      | Chen Weiqiang (CHN)        | A      | 59.40       | 120.0        | 125.0        | 125.0        |              | 157.5        | 165.0        | 165.0        |              | 282.5  |
|      | Gelu Radu (ROU)            | A      | 59.85       | 120.0        | 125.0        | 127.5        |              | 155.0        | 165.0        | 165.0        |              | 280.0  |
|      | Tsai Wen-yee (TPE)         | A      | 59.20       | 120.0        | 125.0        | 127.5        |              | 147.5        | 152.5        | 152.5        | 8            | 272.5  |
| 4    | Kaoru Wabiko (JPN)         | A      | 59.40       | 115.0        | 120.0        | 122.5        | 4            | 150.0        | 150.0        | 155.0        | 5            | 270.0  |
| 5    | Yosuke Muraki-Iwata (JPN)  | A      | 59.50       | 120.0        | 125.0        | 125.0        | 5            | 147.5        | 152.5        | 155.0        | 9            | 267.5  |
| 6    | Lee Myeong-su (KOR)        | B      | 59.70       | 117.5        | 117.5        | 122.5        | 7            | 150.0        | 155.0        | 155.0        | 6            | 267.5  |
| 7    | Sorie Enda Nasution (INA)  | B      | 59.90       | 115.0        | 120.0        | 120.0        | 10           | 145.0        | 152.5        | 155.0        | 4            | 267.5  |
| 8    | Uolevi Kahelin (FIN)       | A      | 59.90       | 112.5        | 117.5        | 117.5        | 12           | 142.5        | 150.0        | 155.0        |              | 267.5  |
| 9    | Mircea Tuli (ROU)          | A      | 59.75       | 115.0        | 120.0        | 120.0        | 9            | 150.0        | 150.0        | 160.0        | 7            | 265.0  |
| 10   | Mohamed Youssef (EGY)      | B      | 59.85       | 105.0        | 110.0        | 110.0        | 16           | 140.0        | 145.0        | 147.5        | 10           | 252.5  |
| 11   | Tomás Rodríguez (PAN)      | B      | 59.60       | 110.0        | 115.0        | 117.5        | 8            | 130.0        | 135.0        | 140.0        | 13           | 250.0  |
| 12   | Geoffrey Laws (GBR)        | B      | 59.60       | 107.5        | 112.5        | 115.0        | 11           | 137.5        | 142.5        | 142.5        | 12           | 250.0  |
| 13   | Óscar Palma (COL)          | B      | 59.80       | 105.0        | 110.0        | 112.5        | 14           | 135.0        | 140.0        | 140.0        | 14           | 245.0  |
| 14   | Lawrence Iquaibom (NGR)    | B      | 59.30       | 100.0        | 107.5        | 107.5        | 15           | 122.5        | 130.0        | 137.5        | 15           | 237.5  |
| 15   | Kamalakanta Santra (IND)   | B      | 58.90       | 95.0         | 100.0        | 100.0        | 18           | 125.0        | 130.0        | 130.0        | 16           | 225.0  |
| 16   | Héctor Hurtado (ECU)       | B      | 59.80       | 90.0         | 95.0         | 95.0         | 17           | 120.0        | 125.0        | 125.0        | 17           | 220.0  |
| 17   | Alfredo Palma (NCA)        | B      | 58.20       | 90.0         | 95.0         | 95.0         | 19           | 120.0        | 120.0        | 125.0        | 18           | 210.0  |
| —    | Joaquín Valle (ESP)        | A      | 59.35       | 110.0        | 115.0        | 115.0        | 13           | 140.0        | 140.0        | 140.0        | —            | —      |
| —    | Noureddine Bekkouche (ALG) | B      | 59.25       | 105.0        | 105.0        | 105.0        | —            | 132.5        | 137.5        | 142.5        | 11           | —      |
| —    | Wang Guofeng (CHN)         | A      | 59.35       | 117.5        | 117.5        | 122.5        | 6            | 147.5        | 147.5        | 147.5        | —            | —      |
| —    | Ji Ju-hyeon (KOR)          | B      | 59.90       | 110.0        | 110.0        | 110.0        | —            | —            | —            | —            | —            | —      |

### Fino a 67,5 kg.
| Pos. | Atleta                  | Gruppo | Peso atleta | Strappo (kg) | Strappo (kg) | Strappo (kg) | Strappo (kg) | Slancio (kg) | Slancio (kg) | Slancio (kg) | Slancio (kg) | Totale |
| Pos. | Atleta                  | Gruppo | Peso atleta | 1            | 2            | 3            | Pos.         | 1            | 2            | 3            | Pos.         | Totale |
| ---- | ----------------------- | ------ | ----------- | ------------ | ------------ | ------------ | ------------ | ------------ | ------------ | ------------ | ------------ | ------ |
|      | Yao Jingyuan (CHN)      | A      | 67.20       | 135.0        | 140.0        | 142.5        |              | 172.5        | 177.5        | 180.0        |              | 320.0  |
|      | Andrei Socaci (ROU)     | A      | 67.10       | 135.0        | 140.0        | 142.5        |              | 165.0        | 170.0        | 172.5        | 4            | 312.5  |
|      | Jouni Grönman (FIN)     | A      | 67.20       | 140.0        | 145.0        | 145.0        | 4            | 172.5        | 177.5        | 180.0        |              | 312.5  |
| 4    | Dean Willey (GBR)       | A      | 67.85       | 135.0        | 140.0        | 142.5        |              | 165.0        | 170.0        | 172.5        | 5            | 310.0  |
| 5    | Choji Taira (JPN)       | A      | 67.20       | 125.0        | 130.0        | 132.5        | 8            | 165.0        | 170.0        | 172.5        |              | 305.0  |
| 6    | Yasushige Sasaki (JPN)  | A      | 67.15       | 135.0        | 140.0        | 142.5        | 5            | 157.5        | 162.5        | 167.5        | 9            | 302.5  |
| 7    | Bill Stellios (AUS)     | A      | 67.20       | 130.0        | 135.0        | 137.5        | 6            | 165.0        | 170.0        | 170.0        | 7            | 302.5  |
| 8    | Ma Jianping (CHN)       | A      | 67.25       | 130.0        | 130.0        | 135.0        | 9            | 167.5        | 167.5        | 172.5        | 6            | 297.5  |
| 9    | Patrick Bassey (NGR)    | B      | 66.70       | 125.0        | 132.5        | 137.5        | 7            | 155.0        | 155.0        | 162.5        | 8            | 295.0  |
| 10   | Pietro Pujia (ITA)      | B      | 67.40       | 120.0        | 120.0        | 127.5        | 10           | 155.0        | 162.5        | 165.0        | 10           | 290.0  |
| 11   | Gregor Bialowas (AUT)   | A      | 67.00       | 122.5        | 122.5        | 122.5        | 12           | 160.0        | 160.0        | 167.5        | 11           | 282.5  |
| 12   | Fernando Mariaca (ESP)  | B      | 66.80       | 122.5        | 127.5        | 127.5        | 11           | 152.5        | 157.5        | 162.5        | 12           | 280.0  |
| 13   | Donald Abrahamson (USA) | B      | 67.35       | 115.0        | 120.0        | 122.5        | 13           | 150.0        | 155.0        | 157.5        | 13           | 277.5  |
| 14   | Michael Norell (SWE)    | B      | 67.30       | 120.0        | 120.0        | 125.0        | 14           | 152.5        | 157.5        | 157.5        | 14           | 272.5  |
| 15   | Surendra Hamal (NEP)    | B      | 64.95       | 102.5        | 102.5        | 107.5        | 15           | 132.5        | 137.5        | 137.5        | 16           | 235.0  |
| 16   | Leslie Ata (SOL)        | B      | 66.20       | 75.0         | 80.0         | 82.5         | 16           | 100.0        | 105.0        | 107.5        | 18           | 187.5  |
| —    | Claude Dallaire (CAN)   | A      | 67.35       | 125.0        | 125.0        | 125.0        | —            | —            | —            | —            | —            | —      |
| —    | Antulio Delgado (GUA)   | B      | 66.75       | 102.5        | 102.5        | 102.5        | —            | 120.0        | 125.0        | 125.0        | 17           | —      |
| —    | Hatem Bouabid (TUN)     | B      | 67.05       | 110.0        | 110.0        | 110.0        | —            | 135.0        | 140.0        | 140.0        | 15           | —      |

### Fino a 75 kg.
| Pos. | Atleta                         | Gruppo | Peso atleta | Strappo (kg) | Strappo (kg) | Strappo (kg) | Strappo (kg) | Slancio (kg) | Slancio (kg) | Slancio (kg) | Slancio (kg) | Totale |
| Pos. | Atleta                         | Gruppo | Peso atleta | 1            | 2            | 3            | Pos.         | 1            | 2            | 3            | Pos.         | Totale |
| ---- | ------------------------------ | ------ | ----------- | ------------ | ------------ | ------------ | ------------ | ------------ | ------------ | ------------ | ------------ | ------ |
|      | Karl-Heinz Radschinsky (FRG)   | A      | 74.30       | 145.0        | 150.0        | 152.5        |              | 190.0        | 202.5        | 202.5        |              | 340.0  |
|      | Jacques Demers (CAN)           | A      | 74.85       | 140.0        | 140.0        | 147.5        | 4            | 182.5        | 182.5        | 187.5        |              | 335.0  |
|      | Dragomir Cioroslan (ROU)       | A      | 74.50       | 147.5        | 147.5        | 152.5        |              | 185.0        | 190.0        | 190.0        | 4            | 332.5  |
| 4    | David Morgan (GBR)             | A      | 74.05       | 145.0        | 150.0        | 150.0        | 7            | 180.0        | 180.0        | 185.0        |              | 330.0  |
| 5    | Li Shunzhu (CHN)               | A      | 74.45       | 140.0        | 145.0        | 147.5        |              | 175.0        | 180.0        | 180.0        | 6            | 322.5  |
| 6    | Mohammed Yaseen Mohammed (IRQ) | A      | 73.90       | 140.0        | 145.0        | 145.0        | 8            | 180.0        | 185.0        | 185.0        | 5            | 320.0  |
| 7    | Tony Pignone (AUS)             | B      | 74.90       | 140.0        | 145.0        | 147.5        | 5            | 170.0        | 175.0        | 175.0        | 12           | 317.5  |
| 8    | Park Chun-jong (KOR)           | B      | 74.90       | 132.5        | 137.5        | 140.0        | 11           | 170.0        | 175.0        | 177.5        | 9            | 312.5  |
| 9    | Michel Pietracupa (CAN)        | B      | 74.60       | 135.0        | 140.0        | 140.0        | 15           | 170.0        | 175.0        | 182.5        | 7            | 310.0  |
| 10   | Daniel Cassiau-Haurie (FRA)    | A      | 73.10       | 137.5        | 137.5        | 142.5        | 9            | 170.0        | 175.0        | 175.0        | 10           | 307.5  |
| 11   | Stephan Pinsent (GBR)          | A      | 74.95       | 137.5        | 137.5        | 142.5        | 12           | 170.0        | 175.0        | 175.0        | 13           | 307.5  |
| 12   | Pavlos Lespouridis (GRE)       | A      | 74.05       | 135.0        | 135.0        | 140.0        | 13           | 170.0        | 175.0        | 175.0        | 11           | 305.0  |
| 13   | Iordanis Ilioudis (GRE)        | B      | 74.80       | 125.0        | 130.0        | 132.5        | 18           | 170.0        | 175.0        | 175.0        | 8            | 305.0  |
| 14   | Gilberto Mercado (COL)         | B      | 74.30       | 135.0        | 135.0        | 140.0        | 14           | 160.0        | 165.0        | 167.5        | 14           | 302.5  |
| 15   | Ahmed Fouad Aly (EGY)          | B      | 73.60       | 125.0        | 130.0        | 132.5        | 16           | 160.0        | 165.0        | 165.0        | 15           | 290.0  |
| 16   | Park Yeong-jae (KOR)           | B      | 74.80       | 125.0        | 130.0        | 130.0        | 19           | 160.0        | 160.0        | 165.0        | 16           | 290.0  |
| 17   | William Letriz (PUR)           | B      | 74.75       | 122.5        | 130.0        | 130.0        | 17           | 145.0        | 152.5        | 157.5        | 17           | 282.5  |
| 18   | Fred Bunjo (UGA)               | B      | 74.75       | 100.0        | 105.0        | 110.0        | 20           | 130.0        | 135.0        | 140.0        | 18           | 245.0  |
| 19   | Paul Hoffman (SWZ)             | B      | 72.10       | 67.5         | 72.5         | 77.5         | 21           | 97.5         | 102.5        | 105.0        | 19           | 175.0  |
| —    | Hasan Has (TUR)                | B      | 74.60       | 142.5        | 147.5        | 152.5        | 6            | 167.5        | 167.5        | 167.5        | —            | —      |
| —    | Roman Kainz (AUT)              | B      | 74.50       | 137.5        | 137.5        | 142.5        | 10           | 172.5        | 172.5        | —            | —            | —      |
| —    | Jorge Soares (PRT)             | B      | 73.25       | —            | —            | —            | —            | —            | —            | —            | —            | —      |

### Fino a 82,5 kg.
| Pos. | Atleta                     | Gruppo | Peso atleta | Strappo (kg) | Strappo (kg) | Strappo (kg) | Strappo (kg) | Slancio (kg) | Slancio (kg) | Slancio (kg) | Slancio (kg) | Totale |
| Pos. | Atleta                     | Gruppo | Peso atleta | 1            | 2            | 3            | Pos.         | 1            | 2            | 3            | Pos.         | Totale |
| ---- | -------------------------- | ------ | ----------- | ------------ | ------------ | ------------ | ------------ | ------------ | ------------ | ------------ | ------------ | ------ |
|      | Petre Becheru (ROU)        | A      | 81.60       | 150.0        | 155.0        | 157.5        |              | 190.0        | 195.0        | 200.0        |              | 355.0  |
|      | Robert Kabbas (AUS)        | A      | 81.90       | 145.0        | 150.0        | 152.5        | 4            | 185.0        | 192.5        | 195.0        |              | 342.5  |
|      | Ryōji Isaoka (JPN)         | A      | 81.80       | 150.0        | 155.0        | 155.0        |              | 190.0        | 200.0        | 207.5        |              | 340.0  |
| 4    | Newton Burrowes (GBR)      | A      | 82.00       | 147.5        | 152.5        | 152.5        | 5            | 180.0        | 190.0        | 190.0        | 5            | 327.5  |
| 5    | Ibrahim El-Bakh (EGY)      | A      | 82.25       | 140.0        | 145.0        | 147.5        | 6            | 172.5        | 177.5        | 177.5        | 7            | 325.0  |
| 6    | Lee Gang-seok (KOR)        | A      | 82.25       | 135.0        | 140.0        | 140.0        | 11           | 175.0        | 182.5        | 185.0        | 4            | 322.5  |
| 7    | Yvan Darsigny (CAN)        | B      | 82.35       | 137.5        | 137.5        | 142.5        | 8            | 170.0        | 177.5        | 180.0        | 6            | 322.5  |
| 8    | Allister Nalder (NZL)      | B      | 81.25       | 137.5        | 137.5        | 142.5        | 7            | 175.0        | 180.0        | 180.0        | 8            | 317.5  |
| 9    | Arn Kritsky (USA)          | B      | 82.05       | 135.0        | 140.0        | 142.5        | 10           | 175.0        | 175.0        | 182.5        | 10           | 315.0  |
| 10   | Michael Bernard (NZL)      | B      | 82.30       | 137.5        | 137.5        | 142.5        | 12           | 175.0        | 182.5        | 182.5        | 12           | 312.5  |
| 11   | Bertil Sollevi (SWE)       | A      | 81.85       | 135.0        | 135.0        | 140.0        | 14           | 175.0        | 182.5        | 182.5        | 9            | 310.0  |
| 12   | Anthony Supple (GBR)       | B      | 81.45       | 135.0        | 135.0        | 140.0        | 13           | 172.5        | 177.5        | 177.5        | 14           | 307.5  |
| 13   | Mahmoud Mahgoub (EGY)      | B      | 79.95       | 135.0        | 140.0        | 140.0        | 9            | 162.5        | 162.5        | 170.0        | 15           | 302.5  |
| 14   | Juan Rejas (PER)           | B      | 78.50       | 120.0        | 125.0        | 125.0        | 15           | 150.0        | 155.0        | 155.0        | 16           | 270.0  |
| —    | Ricardo Salas (PAN)        | B      | 79.55       | 135.0        | 135.0        | 135.0        | —            | 162.5        | 170.0        | 172.5        | 13           | —      |
| —    | Keijo Tahvanainen (FIN)    | B      | 82.05       | 137.5        | 137.5        | 137.5        | —            | 175.0        | 180.0        | 180.0        | 11           | —      |
| —    | Yusuf Dalgınlı (TUR)       | B      | 79.20       | 140.0        | 140.0        | 142.5        | —            | —            | —            | —            | —            | —      |
| —    | Vasilios Stavridis (GRE)   | B      | 81.55       | 137.5        | 137.5        | 137.5        | —            | —            | —            | —            | —            | —      |
| —    | Giuseppe Lagrotteria (ITA) | B      | 81.65       | 150.0        | 155.0        | 155.0        |              | —            | —            | —            | —            | —      |

### Fino a 90 kg.
| Pos. | Atleta                        | Gruppo | Peso atleta | Strappo (kg) | Strappo (kg) | Strappo (kg) | Strappo (kg) | Slancio (kg) | Slancio (kg) | Slancio (kg) | Slancio (kg) | Totale |
| Pos. | Atleta                        | Gruppo | Peso atleta | 1            | 2            | 3            | Pos.         | 1            | 2            | 3            | Pos.         | Totale |
| ---- | ----------------------------- | ------ | ----------- | ------------ | ------------ | ------------ | ------------ | ------------ | ------------ | ------------ | ------------ | ------ |
|      | Nicu Vlad (ROU)               | A      | 89.75       | 165.0        | 172.5        | 172.5        |              | 205.0        | 215.0        | 220.0        |              | 392.5  |
|      | Petre Dumitru (ROU)           | A      | 87.20       | 157.5        | 162.5        | 165.0        |              | 190.0        | 195.0        | 197.5        |              | 360.0  |
|      | David Mercer (GBR)            | A      | 88.65       | 155.0        | 155.0        | 157.5        |              | 195.0        | 195.0        | 200.0        | 4            | 352.5  |
| 4    | Peter Immesberger (FRG)       | A      | 88.90       | 155.0        | 160.0        | 160.0        | 4            | 195.0        | 200.0        | 200.0        | 5            | 350.0  |
| 5    | Hwang Woo-won (KOR)           | A      | 89.00       | 147.5        | 152.5        | 152.0        | 6            | 197.5        | 197.5        | 202.5        |              | 350.0  |
| 6    | Nikos Iliadis (GRE)           | A      | 89.10       | 150.0        | 155.0        | 155.0        | 5            | 195.0        | 200.0        | 202.5        | 8            | 350.0  |
| 7    | Henri Høeg (DEN)              | A      | 89.05       | 147.5        | 152.5        | 155.0        | 7            | 190.0        | 195.0        | 200.0        | 6            | 347.5  |
| 8    | José Garces (MEX)             | A      | 88.60       | 150.0        | 155.0        | 155.0        | 8            | 192.5        | 200.0        | 202.5        | 9            | 342.5  |
| 9    | Josef Span (AUT)              | A      | 88.70       | 145.0        | 150.0        | 152.5        | 9            | 192.5        | 197.5        | 197.5        | 10           | 342.5  |
| 10   | Keith Boxell (GBR)            | B      | 89.15       | 145.0        | 150.0        | 155.0        | 11           | 187.5        | 187.5        | 192.5        | 11           | 342.5  |
| 11   | Ma Wenguang (CHN)             | B      | 89.05       | 145.0        | 150.0        | 150.0        | 19           | 190.0        | 195.0        | 197.5        | 7            | 340.0  |
| 12   | Denis Garon (CAN)             | B      | 89.30       | 142.5        | 147.5        | 147.5        | 17           | 185.0        | 192.5        | 192.5        | 12           | 340.0  |
| 13   | Francisco Coelho (PRT)        | B      | 89.75       | 150.0        | 150.0        | 160.0        | 12           | 190.0        | 195.0        | 195.0        | 13           | 340.0  |
| 14   | Daniel Tschan (SUI)           | B      | 88.70       | 150.0        | 150.0        | 150.0        | 10           | 180.0        | 187.5        | 190.0        | 14           | 337.5  |
| 15   | Maged Mohamed (EGY)           | B      | 89.80       | 142.5        | 147.5        | 150.0        | 14           | 182.5        | 187.5        | 187.5        | 15           | 332.5  |
| 16   | Emmanuel Oshomah (NGR)        | B      | 88.90       | 140.0        | 147.5        | 152.5        | 16           | 180.0        | 187.5        | 190.0        | 16           | 327.5  |
| 17   | Mohammed Taher Mohammed (EGY) | B      | 89.40       | 145.0        | 150.0        | 152.5        | 20           | 175.0        | 180.0        | 185.0        | 17           | 325.0  |
| 18   | Klaus-Göran Nilsson (SWE)     | A      | 89.85       | 137.5        | 142.5        | 142.5        | 22           | 180.0        | 185.0        | 185.0        | 18           | 317.5  |
| 19   | Tommy Calandro (USA)          | B      | 89.20       | 142.5        | 142.5        | 147.5        | 21           | 172.5        | 180.0        | 180.0        | 20           | 315.0  |
| 20   | Salem Ajjoub (SYR)            | B      | 89.95       | 135.0        | 140.0        | 140.0        | 23           | 180.0        | 185.0        | 185.0        | 19           | 315.0  |
| 21   | Jaime Molina (PER)            | B      | 86.55       | 125.0        | 130.0        | 135.0        | 24           | 152.5        | 152.5        | 152.5        | 21           | 282.5  |
| 22   | Emila Huch (SAM)              | B      | 89.35       | 117.5        | 117.5        | 117.5        | 25           | 152.5        | 162.5        | 162.5        | 22           | 270.0  |
| —    | Ibrahim Shaban (EGY)          | B      | 88.70       | 140.0        | 145.0        | 150.0        | 18           | 182.5        | 182.5        | 182.5        | —            | —      |
| —    | Erich Seidl (AUT)             | A      | 89.75       | 145.0        | 150.0        | 152.5        | 13           | 192.5        | 192.5        | 192.5        | —            | —      |
| —    | Kim Cheol-hyeon (KOR)         | A      | 89.80       | 150.0        | 155.0        | 155.0        | 14           | 192.5        | 192.5        | —            | —            | —      |
| —    | Derrick Crass (USA)           | A      | 88.80       | 130.0        | —            | —            | —            | —            | —            | —            | —            | —      |

### Fino a 100 kg.
| Pos. | Atleta                 | Gruppo | Peso atleta | Strappo (kg) | Strappo (kg) | Strappo (kg) | Strappo (kg) | Slancio (kg) | Slancio (kg) | Slancio (kg) | Slancio (kg) | Totale |
| Pos. | Atleta                 | Gruppo | Peso atleta | 1            | 2            | 3            | Pos.         | 1            | 2            | 3            | Pos.         | Totale |
| ---- | ---------------------- | ------ | ----------- | ------------ | ------------ | ------------ | ------------ | ------------ | ------------ | ------------ | ------------ | ------ |
|      | Rolf Milser (FRG)      | A      | 97.70       | 162.5        | 167.5        | 167.5        |              | 210.0        | 215.0        | 217.5        |              | 385.0  |
|      | Vasile Groapă (ROU)    | A      | 97.45       | 165.0        | 165.0        | 170.0        |              | 210.0        | 210.0        | 217.5        |              | 382.5  |
|      | Pekka Niemi (FIN)      | B      | 99.50       | 152.5        | 160.0        | 162.5        | 7            | 200.0        | 207.5        | 210.0        |              | 367.5  |
| 4    | Kevin Roy (CAN)        | A      | 98.45       | 160.0        | 167.5        | 167.5        | 6            | 197.5        | 207.5        | 207.5        | 4            | 357.5  |
| 5    | Ken Clark (USA)        | A      | 99.20       | 155.0        | 160.0        | 162.5        | 10           | 197.5        | 205.0        | 205.0        | 5            | 352.5  |
| 6    | Franz Langthaler (AUT) | B      | 95.90       | 157.5        | 157.5        | 162.5        | 4            | 182.5        | 182.5        | 187.5        | 8            | 350.0  |
| 7    | Rich Shanko (USA)      | A      | 97.15       | 150.0        | 155.0        | 160.0        | 9            | 195.0        | 202.5        | 205.0        | 6            | 350.0  |
| 8    | Jean-Marie Kretz (FRA) | B      | 98.25       | 150.0        | 150.0        | 155.0        | 11           | 185.0        | 192.5        | 192.5        | 7            | 342.5  |
| 9    | Kevin Blake (NZL)      | B      | 96.65       | 140.0        | 147.5        | 150.0        | 13           | 172.5        | 177.5        | 185.0        | 9            | 317.5  |
| 10   | Pius Ochieng (KEN)     | B      | 91.65       | 125.0        | 125.0        | 130.0        | 14           | 162.5        | 170.0        | 175.0        | 10           | 300.0  |
| 11   | Sione Sialaoa (SAM)    | B      | 98.85       | 120.0        | 125.0        | 130.0        | 15           | 155.0        | 160.0        | 160.0        | 11           | 280.0  |
| —    | Olavi Blomfjord (SWE)  | B      | 99.35       | 145.0        | 145.0        | 150.0        | 12           | 180.0        | 180.0        | 180.0        | —            | —      |
| —    | Peter Pinsent (GBR)    | B      | 99.20       | 157.5        | 162.5        | 162.5        | 8            | 200.0        | 200.0        | 200.0        | —            | —      |
| —    | Tom Söderholm (SWE)    | A      | 97.85       | 160.0        | 160.0        | 167.5        | 5            | 205.5        | —            | —            | —            | —      |
| —    | Oliver Orok (NGR)      | A      | 98.20       | 172.5        | 172.5        | 172.5        |              | 200.0        | 200.0        | 200.0        | —            | —      |
| —    | Luis Salinas (NCA)     | B      | 99.65       | 130.0        | —            | —            | —            | —            | —            | —            | —            | —      |

### Fino a 110 kg.
| Pos. | Atleta                      | Gruppo | Peso atleta | Strappo (kg) | Strappo (kg) | Strappo (kg) | Strappo (kg) | Slancio (kg) | Slancio (kg) | Slancio (kg) | Slancio (kg) | Totale |
| Pos. | Atleta                      | Gruppo | Peso atleta | 1            | 2            | 3            | Pos.         | 1            | 2            | 3            | Pos.         | Totale |
| ---- | --------------------------- | ------ | ----------- | ------------ | ------------ | ------------ | ------------ | ------------ | ------------ | ------------ | ------------ | ------ |
|      | Norberto Oberburger (ITA)   | A      | 104.55      | 170.0        | 175.0        | 180.0        |              | 205.0        | 210.0        | 215.0        |              | 390.0  |
|      | Ștefan Tașnadi (ROU)        | A      | 110.00      | 167.5        | 172.5        | 172.5        | 4            | 205.0        | 212.5        | 215.0        |              | 380.0  |
|      | Guy Carlton (USA)           | A      | 108.75      | 162.5        | 162.5        | 167.5        |              | 205.0        | 210.0        | 225.0        |              | 377.5  |
| 4    | Frank Seipelt (FRG)         | A      | 100.60      | 150.0        | 155.0        | 160.0        | 6            | 200.0        | 207.5        | 212.5        | 4            | 367.5  |
| 5    | Albert Squires (CAN)        | A      | 105.50      | 155.0        | 160.0        | 165.0        | 5            | 195.0        | 200.0        | 205.0        | 5            | 365.0  |
| 6    | Ric Eaton (USA)             | B      | 109.90      | 152.5        | 157.5        | 157.5        | 10           | 192.5        | 197.5        | 200.0        | 6            | 352.5  |
| 7    | Giannis Gerontas (GRE)      | B      | 103.20      | 147.5        | 152.5        | 152.5        | 9            | 190.0        | 197.5        | 202.5        | 7            | 350.0  |
| 8    | Olaf Peters (FRG)           | B      | 102.90      | 152.5        | 157.5        | 157.5        | 8            | 190.0        | 190.0        | 195.0        | 9            | 347.5  |
| 9    | Calvin Stamp (JAM)          | B      | 104.90      | 135.0        | 140.0        | 145.0        | 12           | 180.0        | 185.0        | 187.5        | 10           | 330.0  |
| 10   | Abuaihuda Ozon (SYR)        | B      | 108.15      | 140.0        | 145.0        | 147.5        | 11           | 170.0        | 175.0        | 175.0        | 11           | 315.0  |
| —    | Gary Taylor (GBR)           | A      | 106.70      | 170.0        | 175.0        | 175.0        |              | 195.0        | 195.0        | 202.5        | —            | —      |
| —    | Ashraf Mohamed (EGY)        | B      | 102.05      | 135.0        | 135.0        | 135.0        | —            | 180.0        | 190.0        | 190.0        | 8            | —      |
| —    | Georgios Panagiotakis (GRE) | B      | 101.40      | 155.0        | 160.0        | 162.5        | 7            | 187.5        | 187.5        | 187.5        | —            | —      |
| —    | John Kyazze (UGA)           | B      | 102.60      | 92.5         | 95.0         | —            | —            | 115.0        | 120.0        | 120.0        | 12           | —      |
| DSQ  | Göran Pettersson (SWE)      | B      | 108.50      | 155.0        | 165.0        | 177.5        | —            | 185.0        | 195.0        | 205.0        | —            | 360.0  |

### Oltre i 110 kg.
| Pos. | Atleta                         | Gruppo | Peso atleta | Strappo (kg) | Strappo (kg) | Strappo (kg) | Strappo (kg) | Slancio (kg) | Slancio (kg) | Slancio (kg) | Slancio (kg) | Totale |
| Pos. | Atleta                         | Gruppo | Peso atleta | 1            | 2            | 3            | Pos.         | 1            | 2            | 3            | Pos.         | Totale |
| ---- | ------------------------------ | ------ | ----------- | ------------ | ------------ | ------------ | ------------ | ------------ | ------------ | ------------ | ------------ | ------ |
|      | Dean Lukin (AUS)               | A      | 138.55      | 167.5        | 172.5        | 175.0        |              | 227.0        | 240.0        | —            |              | 412.5  |
|      | Mario Martinez (USA)           | A      | 129.85      | 175.0        | 180.0        | 185.0        |              | 212.5        | 220.0        | 225.0        |              | 410.0  |
|      | Manfred Nerlinger (FRG)        | A      | 130.45      | 170.0        | 175.0        | 177.5        |              | 220.0        | 220.0        | 235.0        |              | 397.5  |
| 4    | Ioannis Tsintsaris (GRE)       | A      | 130.55      | 155.0        | 155.0        | 162.5        | 4            | 185.0        | 200.0        | 200.0        | 5            | 347.5  |
| 5    | Batholomew Oluoma (NGR)        | A      | 112.55      | 145.0        | 150.0        | 152.5        | 7            | 180.0        | 187.5        | 192.5        | 4            | 337.5  |
| 6    | Mosad Mosbah (EGY)             | A      | 110.05      | 145.0        | 145.0        | 150.0        | 6            | 180.0        | 180.0        | 185.0        | 6            | 330.0  |
| —    | Ironbar Bassey (NGR)           | A      | 115.30      | 155.0        | 155.0        | 160.0        | 5            | 180.0        | —            | —            | —            | —      |
| DSQ  | Serafim Grammatikopoulos (GRE) | A      | 110.05      | 140.0        | 145.0        | 145.0        | —            | 170.0        | 170.0        | 170.0        | —            | —      |
| DSQ  | Stefan Laggner (AUT)           | A      | 136.35      | 170.0        | 175.0        | 175.0        | —            | 215.0        | 222.5        | 222.5        | —            | 385.0  |